# Зденежье
Зденежье — деревня в городском округе Шаховская Московской области России.

## Население
| 1852 | 1859 | 1926 | 2002 | 2006 | 2010 |
| ---- | ---- | ---- | ---- | ---- | ---- |
| 264  | ↘263 | ↗265 | ↘10  | ↘3   | ↗7   |

## География
Расположена на автодороге «Балтия» М9, примерно в 6 км к востоку от районного центра — посёлка городского типа Шаховская, на левом берегу реки Муравки, впадающей в Колпяну (бассейн Иваньковского водохранилища). В деревне одна улица — Парковая.
Соседние населённые пункты — деревни Рождествено и Коптязино. Имеется автобусное сообщение с райцентром и городом Волоколамском (маршруты №№32 и 46, а также 32/307).

## Исторические сведения
В 1769 году Безденежье — сельцо Хованского стана Волоколамского уезда Московской губернии, принадлежавшее (вместе с 372 десятинами 1087 саженями пашни, 414 десятинами 1584 саженями леса и 130 душами) графиням Наталье и Екатерине Александровне Головиным.
На плане Генерального межевания 1786 года — деревня Безденежье.
В середине XIX века деревня Сденежье относилось к 1-му стану Волоколамского уезда и принадлежала коллежскому секретарю Дмитрию Павловичу Рахманову. В деревне было 26 дворов, крестьян 129 душ мужского пола и 135 душ женского.
В «Списке населённых мест» 1862 года Зденежье (Безденежье) — владельческая деревня 1-го стана Волоколамского уезда Московской губернии по левую сторону Московского тракта, шедшего от границы Зубцовского уезда на город Волоколамск, в 24 верстах от уездного города, при колодце, с 23 дворами и 263 жителями (123 мужчины, 140 женщин).
По данным на 1890 год деревня Зденежье входила в состав Бухоловской волости, число душ мужского пола составляло 123 человека.
В 1913 году — 41 двор и земское училище, показаны также имения Е. Ф. Майковой и С. С. Филатова.
По материалам Всесоюзной переписи населения 1926 года — деревня Коптязинского сельсовета Судисловской волости Волоколамского уезда, проживало 265 человек (117 мужчин, 148 женщин), насчитывалось 48 хозяйств (46 крестьянских).
С 1929 года — населённый пункт в составе Шаховского района Московской области.
1994—2006 гг. — деревня Белоколпского сельского округа Шаховского района.
2006—2015 гг. — деревня сельского поселения Раменское Шаховского района.
2015 — н. в. — деревня городского округа Шаховская Московской области.